# Токугава Кадзуко
Императрица Кадзуко (яп. 徳川 和子 Токугава Кадзуко, имя при рождении Токугава Масако (徳川 雅子); 23 ноября 1607 — 2 августа 1678) — императрица Японии с 18 июня 1620 по 22 декабря 1629 годы, супруга императора Го-Мидзуноо и мать императрицы Мэйсё (Окико). Она была первой императрицей из самурайского рода после Тайры-но Токуко (дочери министра Тайры-но Киёмори), так как её отцом приходится второй сёгун периода Эдо Токугава Хидэтада.

## Биография

### Детство
Масако была седьмым ребенком брака госпожи Ого и Токугава Хидэтады, заключенного в 1595 году. Сразу после её рождения 23 ноября 1607 года у Токугава Иэясу появилась мысль о том, чтобы она стала императрицей. Ведь ещё со смерти Тоётоми Хидэёси в 1598 году клан Токугава намеревался своим политическим и экономическим влиянием воссоединить императорскую семью, а именно их дочерьми, брачным союзом. При том их план удачно сработал именно на неё.
Дискуссия аристократии о бракосочетании императора Го-Мидзуноо с ней началась в 1612 году после его интронизации. Насчёт этого были необоснованные аргументы вроде «сорванной из-за оппозиции экс-императора Го-Ёдзэя» или «отложенной из-за здоровья Иэясу».

### Свадебное шествие

Карета Кадзуко на свадебном шествии

Свадьба с императором состоялась 18 июня 1620 года. По этому великому грандиозному событию есть художественное произведение от неизвестного художника, хранящееся в Художественном музее Мицуи Бунко (яп. 三井記念美術館), что в Токио. На нем изображено прохождение растянутого парада невесты посреди толпы зрителей. Одну только Масако, передвигающуюся на паланкине, сопровождали более 200 слуг, при этом за ней ещё шли около 5000 людей: от свиты до слуг императора. Само шествие проходило от Императорского дворца в Токио до замка Нидзё в Киото.
Сёгунат выделил на эту церемонию 700 тысяч коку риса, причем 1,5 % от этой суммы были выделены на «пособия по макияжу»(яп. 化粧料). Несмотря на роскошное, стоимостью в 10 тысяч серебряных рё, приданое для Масако, которое было, предположительно за счёт сёгуната, нет никаких достоверных источников о её личных свадебных подарках. Известно только то, что Иэмицу и её отец подарили ей по 500 серебряных монет, а также 260 сундуков с дарами и 30 пар бёбу.

### После свадьбы
Широкое влияние Кадзуко поддерживали фонды сёгуната. Из-за этого к ней прислушивались такие известные женщины как Харуко Кансудзи и Коноэ Сакико, которые стремительно поднимали свой престиж и достоинство. Благодаря её старанием меценатства и поддержки поданных, она смогла восстановить культурные ценности. Этим Кадзуко и прославилась: покровительством творчества и другой культурной деятельностью, тем самым укрепляя своё положение. К тому же без состоятельности её отца ей бы это не удалось.
Ей удалось восстановить много известных храмов, такие как Нинна-дзи и Мёхо-ин, которые были разрушены во время некоторых сражений.
В отношениях своего супруга, императора Го-Мидзуноо, она играла важную роль: всегда была любезной и щедрой хозяйкой, принимавшей мужа и его гостей своей элегантностью и женственностью. Для этого она могла повсюду развешивать красивые фонари или выпускать их на воду, а также устраивать танцевальные и музыкальные представления, что даже её дочь, будущая императрица Мэйсё, ей подражала. Никакие другие документы, кроме дневника Кадзуко, не описывают столь её тесные взаимоотношения с Мэйсё. В дополнение, Кадзуко несколько раз в год дарила прекрасные одеяния, ткани и другие роскошные аксессуары своим приемным детям.
К 1629 году она родила пятерых детей, из которых двое мальчиков, имевших шанс стать наследниками трона, умерли. Когда император Го-Мидзуноо в этом же году отрекся от трона, то она получила имя Тофукумон-ин (яп. 東福門院). А уже после отречения своей дочери Мэйсё в 1643 году она получила титул нёин (яп. 女院).
Умерла 2 августа 1678 года на 70-м году жизни.

## Критика
Поскольку у многих женщин из класса аристократии периода Эдо популярным времяпрепровождением являлось создание оси-э, то Кадзуко известна тем, что пять дошедших до нас таких оси-э из семи, были своего рода репрезентацией известных 36 бессмертных поэтов. Один из них, Какиномото-но Хитомаро, изображен в позе сейдза с придворными мантиями и эбоси. Это произведение хранится в храме Сёго-ин (Киото) в виде свитка. Он сопровожден со стихами, вписанными Го-Мидзуноо (несмотря на то, что часто это приписывают к Хитомаро):

Тускнеет, тускнеет,
Ранним утром над заливом Акаси,
Мои стремления следуют за кораблем,
Что исчезает за тем островом.
Оригинальный текст (англ.)Dimly, dimly
In the morning that dawns
Over Akashi Bay,
My longings follow with the ship

That vanishes behind the distant isle.

Кадзуко весьма высоко рассматривала талант художников. Особенно это можно заметить в письме известного поэта Сэна но Сотана, адресованного его сыну о получении оси-э от неё:

Когда его мне отправят, и я его получу, он, несомненно, станет семейным достоянием…Я слышал, что четыре вазы, которые я подарил [Кадзуке] в прошлом году, были приняты и стали частью её коллекции.
— Сэн но Сотан
Один из придворных, Цутимикадо Ясусигэ (1586—1661), в своём дневнике раскритиковал Кадзуко, написав, что «она из варварских восточников, у которой плохие манеры» и «её невыносимо низкая позиция вызывает сожаление».

## Комментарии
1. ↑  Осиэ – это аппликативная техника создания объемных картин из картона и ткани (или бумаги).
2. ↑  Одна из корейский политических фракций во времена периода Чосон (1392-1897).